# Calés (Òlt)
Calès (en francès Calès) és un municipi francès situat al departament de l'Òlt i a la regió d'Occitània.

## Demografia
| 1962                                       | 1968 | 1975 | 1982 | 1990 | 1999 | 2007 |
| ------------------------------------------ | ---- | ---- | ---- | ---- | ---- | ---- |
| 114                                        | 139  | 131  | 496  | 440  | 481  | 566  |
| Des de 1962: població sense dobles comptes |      |      |      |      |      |      |

## Administració
| Període   | Identitat          | Partit |
| --------- | ------------------ | ------ |
| 1961-2001 | Georges Floirac    |        |
| 2001-     | Jacqueline Vergnes |        |